# لطفي عطار
لطفي عطار فنان جزائري مؤدي لطابع الراي وعازف قيثار كهربائي ومن أبرز عناصر فرقة راينا راي من مواليد 14 مارس 1952 بمدينة سيدي بلعباس'

## حياته
ينحدرمن سيدي بلعباس موطن «الفن والراي» من عائلة نشأت في تلمسان على يد أجداده من أبيه.
ولد في في حي فقير بسيدي بلعباس، حي الباتوار الذي هبط سكانه بسبب ظلم الاستعمار الفرنسي. نشأ في عائلة مكونة من خمسة إخوة وأخت، جميعهم من عشاق الموسيقى، بمن فيهم شقيقه الأكبر كامل الموسيقي، ويعتبر عازف الجيتار الأول لسيدي بلعباس.
لطفي عطار هو ابن شهيد ونادراً ما يذكرذلك، وهذا أحد أسباب الحب الوطني الذي يشعر به للجزائر وثرائها الموسيقي. تأثرت طفولته بشدة بمأسيتين: وفاة والده، الذي قُتل بوحشية على يد التنظيم الإرهابي OAS، عشية نهاية الحرب التحريرية الجزائرية، ثم اختفاء شقيقه الأكبر الذي توفي على إثرحادث سيارة

## نشأته
عندما اندلعتا لثورة التحريرية عام 1954، كان والد لطفي عضوًا في الحركة الوطنية قبل أن يصبح ناشطًا في جبهة التحرير الوطني، وسُجن عدة مرات. كان منزله مكانًا للقاء النشطاء الوطنيين بما في ذلك مصالي الحاج، زعيم القومية الجزائرية وفرحات عباس، أول رئيس لدولة الجمهورية الجزائرية. عشية الاستقلال، في عام 1962، اغتيل والده على يد مغاوير إرهابي تابع للمنظمة الخاصة، وتم تفجير المنزل بالديناميت، وتعرضت العائلة بأكملها للتهديد بالقتل من قبل المغاوير، ونجت من الموت في حالات متطرفة ولجأت إلى تلمسان. لم تكد هذه الدراما المؤلمة في سن العاشرة، وتميزت حياة الشاب لطفي وإخوته الذين تيتموا بسبب الحرب. مع قسوة الحرب وعواقبها، لم يتمكن الشاب لطفي من الذهاب إلى المدرسة بانتظام. ترك المدرسة بشهادة الدراسات الابتدائية، وهو أحد الأسباب التي ستدفعه ليصبح لاحقًا معرفًا ذاتيًا. في الثانية عشرة من عمره عام 1964 فقد شقيقه الأكبر كمال الذي توفي متأثرا بمرض. ستعيش وفاة أخيه بألم، مع ذكرى الوفاة المأساوية لوالده.

## شبابه وأولى بداياته

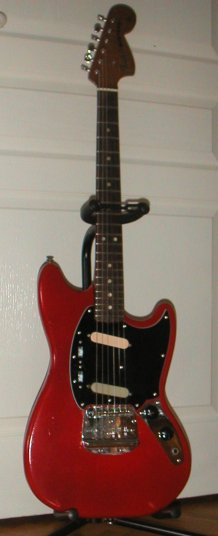
أول قيثار كهربائي للطفي عطار 1968

في عام 1969، عثرت والدته على وظيفة مع صانع ساعات حيث تعلم المهنة، لكن مهنته كانت موجهة نحو الموسيقى، فقد كرس لها كل وقت فراغه. من سن العاشرة بدأ العزف على الجيتار تحت قيادة شقيقه كمال عازف الجيتار في مجموعة. في سن ال 15، بدأ العزف على الجيتار الكهربائي. لقد ادخر ما يكفي لشراء أول غيتار له في عام 1973، وهو غيتار كهربائي من طراز Fender Mustang عام 1964، حيث جرب يده في موسيقى البلوز وجيمي هندريكس وكارلوس سانتانا.
في عام 1971، التقى برشيد بابا أحمد، مؤسس أكبر استوديو للتسجيل في إفريقيا، Éditions Rachid et Fathi، ومن هناك بدأ مسيرته الموسيقية. سيعمل بعد ذلك كثيرًا مع رشيد.

## تأسيس فرقة موسيقية

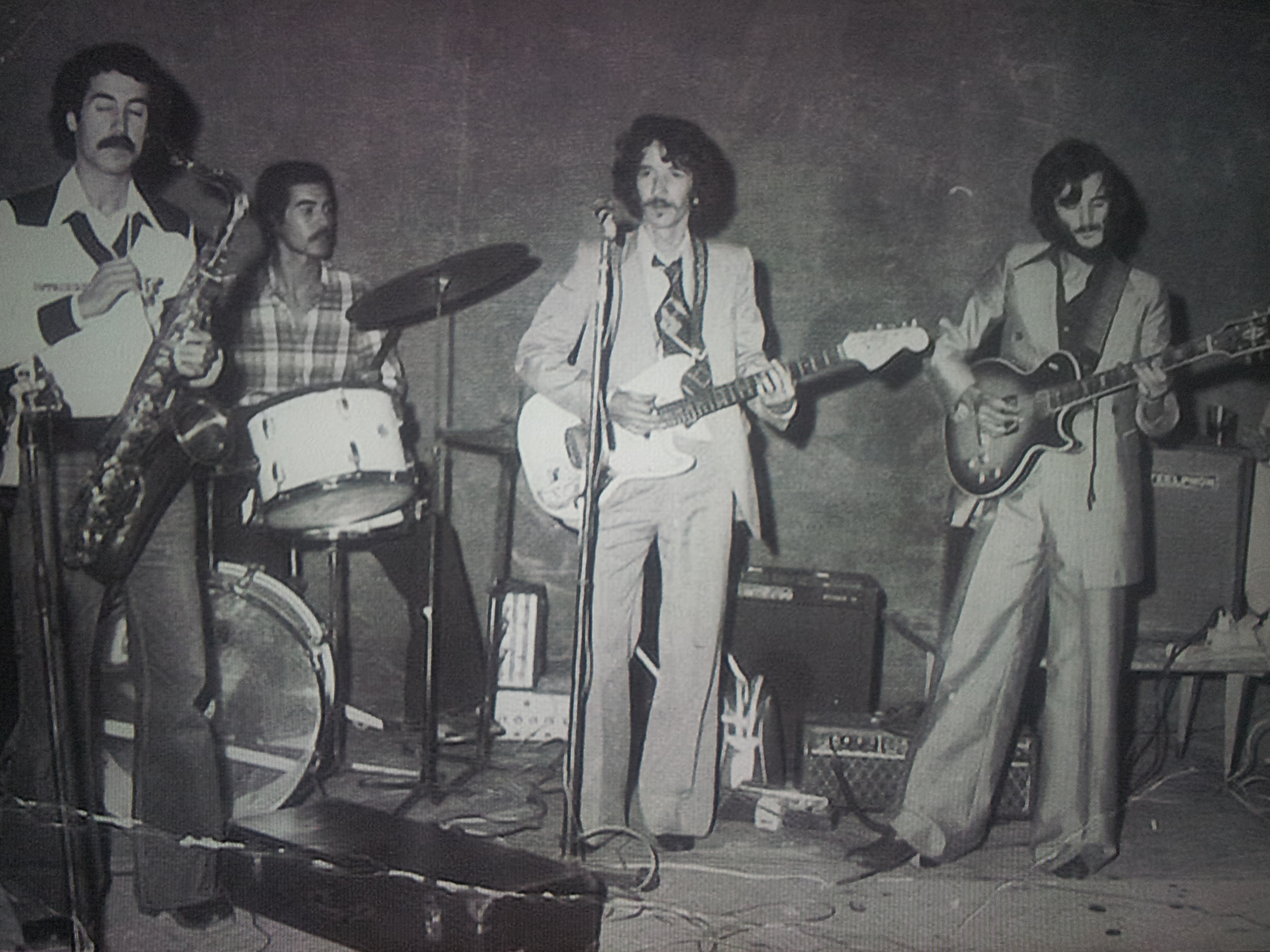
النسور السوداء عام 1973

في عام 1969، أنشأ لطفي عطار، مع عدد قليل من الأصدقاء، فرقة Les Aigles Noirs «النسور السوداء» تحت إشراف فريح طيب، وهو موسيقي كبير عزف على العديد من الآلات. ثم تم أداء أغاني البوب الغربية في حفلات الزفاف. كان في المجموعة، من بين آخرين، قادة زينة، المغني الرئيسي للمجموعة المعنية، لطفي عطار، عازف الجيتار، متأثر جدًا بكارلوس سانتانا وجيمي هندريكس، وعازفي جيتار البلوز. بعد سنوات قليلة، خطرت لهم فكرة تغطية أغنية قديمة، يا زينة ديري لاتاي.

### تأسيس فرقة راينا راي

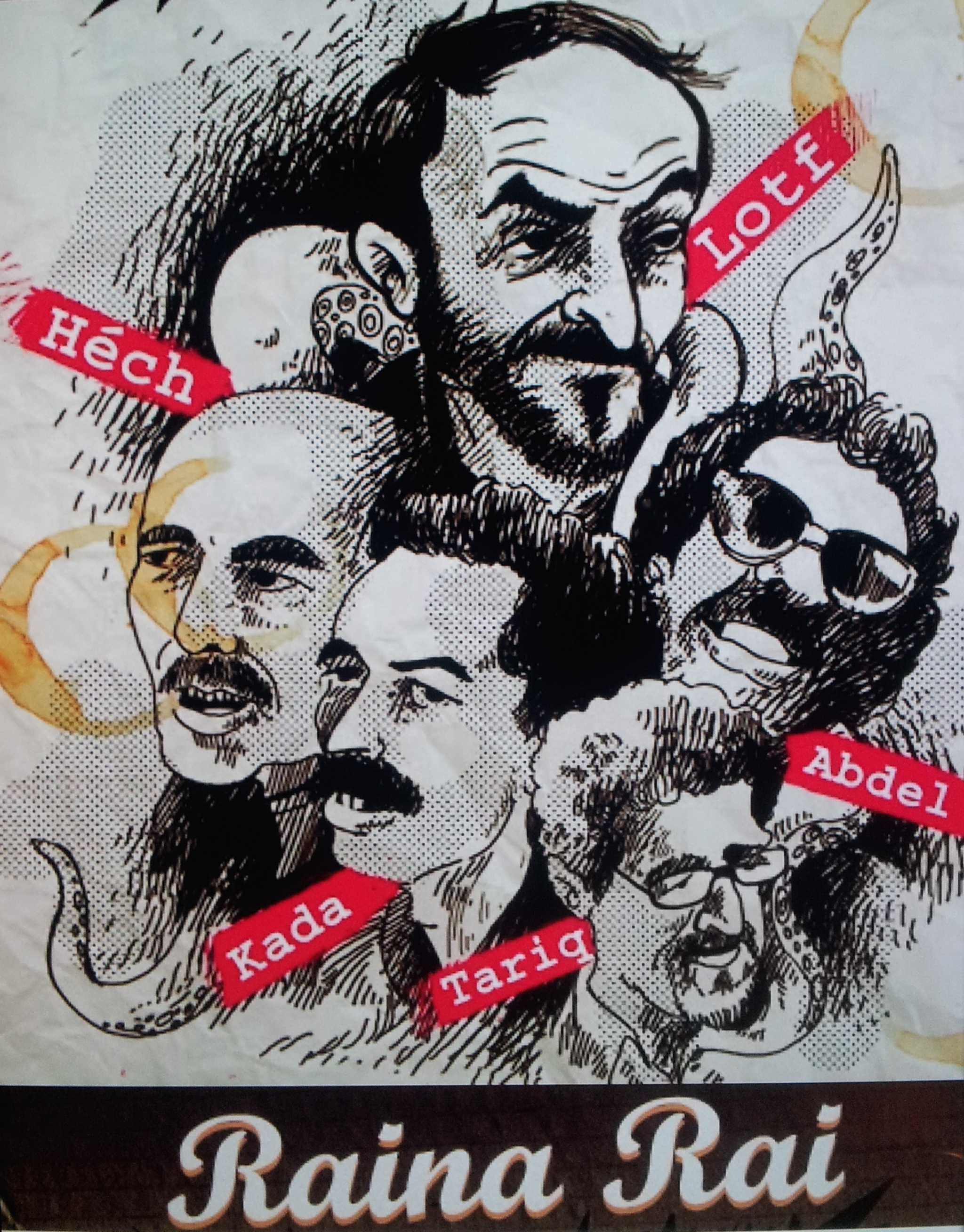
Raïna Raï فرقة راينا راي

تم إنشاء مجموعة النسور السوداء السابقة في باريس عام 1980، المجموعة الأسطورية Raïna Raï راينا راي مع لطفي عطار وهاشمي جلولي وطارق شيخي وقدور بوشنتوف. تعتبر هذه المجموعة من رواد موسيقى الراي الحديثة (وتسمى أيضًا الراي الكهربائي). لقد نجحوا من ألبومهم الأول بفضل أغنية «يا زينة» التي ستضمن لهم تأثيرًا دوليًا (أوروبا، الولايات المتحدة، كندا..). كانت بداية الفرقة واستحضار هوية جديدة حيث يدعي موسيقى الراي. في جويلية 1985، انفصل أعضاء الفرقة بعد حفلهم الأخير في الجزائر العاصمة. وتعددت أسباب هذا الانفصال، لأن لطفي لم يوافق على ما كان يحدث في الفرقة، خاصة فيما يتعلق بمسألة توجهها، فالمشكلة معهم كانت موسيقية.
خلال العقد الأسود، خاطر لطفي وجماعته بالظهور على خشبة المسرح في جميع أنحاء الجزائر.
في عام 2001، أنتجوا الألبوم بعنوان «باي باي». كانت هذه مقدمة لنهاية المجموعة. في عام 2001، شكل فرقة نيو أمارناس. كانت هذه المجموعة مكونة من فنانين شباب، لكنها لم تستطع فرض نفسها على الساحة.
المجموعة بصدد الإصلاح. في عام 2001، أنتجوا الألبوم بعنوان «باي باي». كانت هذه مقدمة لنهاية المجموعة.
في نهاية عام 2001، عاد لطفي مع هاشمي وراينا راي، حتى آب / أغسطس 2003. وهناك مرة أخرى، كان الانقسام بعد أمسية صاخبة في بجاية.
منذ عام 2003 وحتى الآن، استأنف لطفي عطار مسار المراحل الكبرى للدول الأوروبية، وفي كندا.
في عام 2015، أعاد لطفي عطار تجميع فرقة Raïna Raï التي يقودها حتى يومنا هذا، مع بعض أعضاء الأيام الأولى للمجموعة، بمن فيهم عازف الدرامز والعضو المؤسس لـ Raïna Raï وهاشمي جلولي والمغني محمد قباش. الملقب كادا.

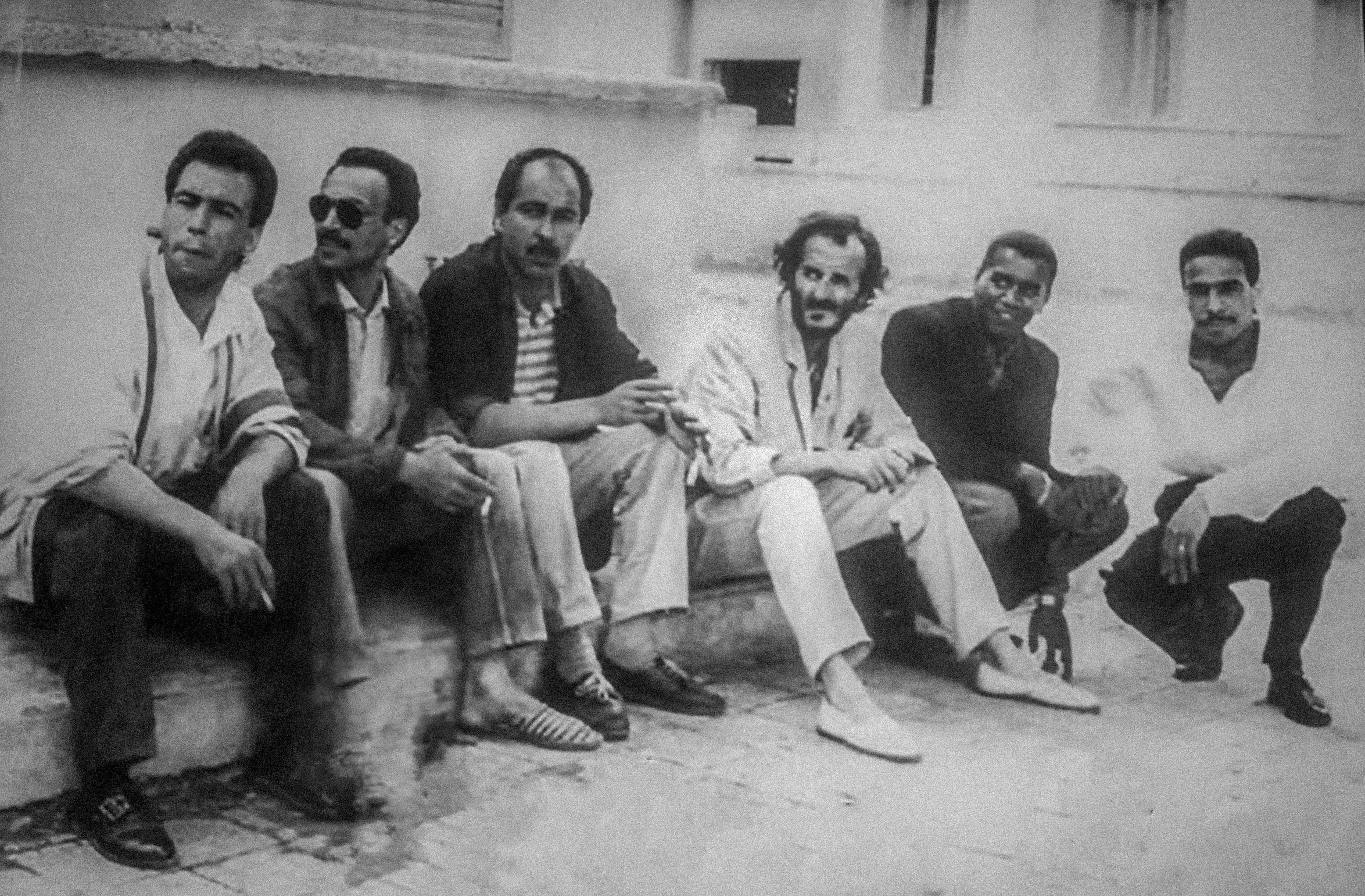
فرقة راينا راي Raïna Raï 1985

### تأسيس فرقة العمارنة
في عام 1985، أنشأ مع زوجته حميدة (وهي شاعر غنائي)، مجموعة العمارنة التي ألف الموسيقى لها. نصوص حميدة عطار للعمارنة مستوحاة من الشعر الغنائي. كان جيلالي عمارنة مطرب الفرقة.
تنشر العمارنة أربعة ألبومات:
- شولي (1986)
- صاف (1986)
- وائل (1987)
- الغابة (1989)

وفي نفس العام الذي تم فيه إنشاء مجموعة العمارنة أي في عام 1985، انفصلت فرقة راينا راي. والهاشمي جلولي عاد من فرنسا يدمج العمارنة وعملوا لبعض الوقت تحت اسمي لطفي وهاشمي وسجل العمارنة نجاحا كبيرا.
خلال العقد الأسود، خاطر لطفي وجماعته بالظهور على خشبة المسرح في جميع أنحاء الجزائر.
المجموعة بصدد الإصلاح. في عام 2001، أنتجوا الألبوم بعنوان «باي باي». كانت هذه مقدمة لنهاية المجموعة. في عام 2001، شكل فرقة نيو أمارناس. كانت هذه المجموعة مكونة من فنانين شباب، لكنها لم تستطع فرض نفسها على الساحة.

## الموسيقى في بعض الأفلام
وقع على الموسيقى التصويرية لفيلم حراقة بلوز للمخرج موسى حداد وصدر عام 2012. كما قام بتأليف الموسيقى للفيلم الوثائقي على أساس حياة حاسي مسعود، الذي أنتج في التسعينيات، كما كان الأمريكيون موضع تقدير كبير. كما يشارك في موسيقى فيلم ليس سالم «الوهراني».
في عامي 2008 و2010، ابتكر موسيقى مسرحية في سيدي بلعباس: «توباز» لمارسيل بانيول و«راشومون»

## مشاريع قيد التنفيذ
في عام 2007، نفذ مشروعًا قريبًا جدًا من قلبه، استوديو تسجيل في سيدي بلعباس، لترويج المواهب الشابة، نوع من المدارس لتعريف جيل الشباب بالموسيقى.
في عام 2015، أعاد لطفي عطار تجميع فرقة Raïna Raï التي يقودها حتى يومنا هذا، مع بعض أعضاء الأيام الأولى للمجموعة، بمن فيهم عازف الدرامز والعضو المؤسس لـ Raïna Raï وهاشمي جلولي والمغني محمد قباش. الملقب قادة.
لقد نشر للتو المزيد من المؤلفات الشخصية، وطور أسلوبًا جديدًا يسمى Goumb Guits حيث يعيد الغيتار الكهربائي إنتاج صوت goumbri (أو guembri)، وهي آلة وترية تقليدية. يسعى إلى تطوير موسيقى عالمية أخرى غير متطورة باستخدام جيتاره.